# 田中清文
田中 清文（たなか せいぶん / きよふみ、1872年11月24日（明治5年10月24日）- 1951年（昭和26年）10月3日）は、明治から昭和前期の政治家、実業家。衆議院議員、貴族院多額納税者議員、富山県東礪波郡福野町長、初代北日本新聞社長。旧姓・有川。

## 経歴
新川県礪波郡福野村（現:富山県南砺市）で、有川甚造の二男として生まれ、親族で豪農の田中清三の養子となる。1903年（明治36年）中央大学法律科を卒業。帰郷後、田中貯蓄銀行を設立し頭取に就任し、さらに田中銀行頭取となる。
1903年9月、富山県会議員に当選し副議長に就任。1913年（大正2年）2月、第11回衆議院議員総選挙で富山県郡部から選出された広瀬鎮之が選挙法違犯で辞職したことに伴い繰上補充となり、衆議院議員を1期務めた。1918年（大正7年）9月29日、貴族院多額納税者議員に選出され、研究会に所属して1925年（大正14年）9月28日まで1期在任した。1941年（昭和16年）7月、近隣三村を編入して新たに発足した福野町の町長に就任。
また、1908年（明治41年）11月、政党色の強い既存新聞に対抗して、不偏不党を掲げて『北陸タイムス』を富山市で創刊し、1910年（明治43年）から社長を務めた。1940年（昭和15年）8月、県内四紙の統合で『北日本新聞』が発足した際に初代社長に就任した。

## 著作
- 編『御大礼記念表誠帖』北陸タイムス社出版部、1929年。